# Thorsten Flinck och Revolutionsorkestern
Thorsten Flinck och Revolutionsorkestern är ett musikalbum av Thorsten Flinck och Revolutionsorkestern, utgivet den 4 maj 2011.

## Låtlista
1. Bibelord i hyresrum (Townes Van Zandt/Dan Hylander övers.)
2. Långt bort, högt upp i det blå (Plura Jonsson)
3. Maria (Dan Hylander)
4. Vad bryr jag mig om varför (Björn Afzelius)
5. Pepita dansar (Evert Taube)
6. För kung och fosterland (Björn Afzelius)
7. Där ännu nyårsdagen sover (Dan Hylander)
8. Månen & mars (Per Persson)
9. Vildvuxna rosor (Nick Cave/Thorsten Flinck övers.)
10. När du kommer hem till mig (Ulf Dageby)
11. Vänta på att dö (Dan Hylander)
12. Vem är det som är rädd (Björn Afzelius)
13. Sjuttonde balladen (Evert Taube)
14. Sången om dvärgarna (Kent Andersson) (recitation)

## Listplaceringar
| Lista (2011) | Topplacering |
| ------------ | ------------ |
| Sverige      | 4            |

### Fotnoter
1. ↑  ”Listplacering”. http://hitparad.se/showitem.asp?interpret=Thorsten+Flinck&titel=Thorsten+Flinck+%26+Revolutionsorkestern&cat=a. Läst 21 maj 2011.